# クロード (グランド・セフト・オート)
クロード(Claude)は、ロックスター・ゲームスが2001年に発売したクライムアクションゲーム『グランド・セフト・オートIII』に登場する架空の人物であり、同作品の主人公。クロードは無口な主人公であるため声優はいない。ゲーム中ではクロードの名前が明かされることはなく、後にデータファイルで明らかになった。

## キャラクターデザイン
ロックスターはクロードの「一つのインスピレーション」も無かったと告白しているが、彼らは「これらの神経過敏で多弁なギャング達全てと面白い方法で並置されるであろう強くて無口な殺人者」のアイディアを好んでいた。彼らは彼は「より強くそして自制的である」ようだが、他の人々は「より弱くそして必死である」ようだと語っている。
クロードの名前はゲーム中で明かされることはない。彼の名前はGTA3のテキスト・データファイル内で見つけることができるが、『グランド・セフト・オート・サンアンドレアス』まで公式に言及されることはなかった。GTA3のクロードが『グランド・セフト・オート2』の主人公「クロード・スピード」（Claude Speed）と同一人物であるかどうかの推測が多くなされた。これはファーストネームが同じであること、装いの仕方、身体的外見が原因であった。そのような議論を確認するよう求められた際、ロックスター・ゲームスは単に彼の姓は「スピードであるかもしれないしそうでないかもしれない」 とし、その上で「恐らく」彼らが同一キャラクターであるようだと述べた。
GTA3のほぼ全編を通じて、クロードは黒のTシャツの上から黒のレザージャケットを着て緑のカーゴパンツと靴底が白の青いスニーカーを履いている。髪色はダークブラウンで、前髪を上げている。クロードの服装は『グランド・セフト・オートIV』でもアンロックできる。
クロードは作中で一言も発しない （負傷または死亡時の静かなうめき声を除く）。このトピックについて質問された際、ロックスターは「（彼らは）他にも解決すべき問題が山積しており、これは主要な問題のようには見えない」と語った。ゲーム中のある時点でマリアがゲーム内のラジオ局の一つに電話をかけ、彼女が「新たな男に会った」が「彼はあまり話さない」と説明している。クロードはサンアンドレアスにカメオ出演した際にも無口のままであった。噂にもかかわらず、ロックスターはクロードを喋る主人公にすることは「如何なる場面でも」計画していなかった。
『グランド・セフト・オートV』のオンラインモードの｢GTAオンライン｣ではプレイヤーは異なる親の中から選ぶことで彼らのキャラクターがどのように見えるかを変更できる。クロードは利用可能な特別な親達の一人であり、プレイヤーは自分のキャラクターを彼に似せるためにクロードを選択することができる。クロードのイメージは最新のHD形式で表示される。

## 登場

### グランド・セフト・オート・サンアンドレアス
1992年、西海岸のサンアンドレアスで長年の因縁の相手となるカタリーナと出会う。カタリーナは最近までカール・ジョンソン（CJ、『GTA:SA』の主人公）に恋愛感情を抱いていたが、自身を恋愛対象として見ないCJの態度に不満を持って一方的に振り、そのままクロードの恋人となったのであった。そんなカタリーナの一方的な因縁により、CJとレッドカウンティのストリートレースで戦うことになるが敗北。そのままカタリーナとともにリバティーシティへと渡る。

### グランド・セフト・オートIII
9年後の2001年、ギャング組織『コロンビアン・カルテル』の幹部となっていたクロードは、リーダーのカタリーナらとともにリバティーシティで銀行強盗を遂行する。しかし逃走の最中、カタリーナの裏切りに遭い胸を銃撃され、そのまま警察に逮捕されてしまう。
刑務所への護送中、カルテルがクロードら犯罪者を乗せた護送車を襲撃する事件が発生する。その混乱に乗じて逃走に成功したクロードは、共に逃走した犯罪者で有力なマフィア『レオーネ・ファミリー』の一員であるエイトボールから、ファミリーの幹部であるルイージ・ゴトレッリを紹介され、使い走りとして雇われる。その後はファミリーのアンダーボスであるジョーイ・レオーネの元で働き、彼の信頼を得て幹部のトニー・シプリアーニ、さらには首領のサルバトーレ・レオーネからも仕事が舞い込むようになる。
クロードはサルバトーレの依頼を受けていく中で、彼の愛人であるマリアと出会う。彼女は卑劣なサルバトーレに愛想を尽かしており、次第にクロードに好意を寄せるようになるが、それを知ったサルバトーレは激怒し、偽の仕事でクロードを始末しようとする。しかし、それが罠だと見抜いていたマリアの密告で難を逃れ、彼女の旧友でヤクザの組長を務めるアスカ・カサイとともに、3人でストートン島へと逃げ延びる。その後、アスカの指示でサルバトーレを暗殺したクロードは、アスカの兄ケンジ・カサイや汚職警官レイ・マショウスキーと知り合い、さらなるコネクションを得る。
そんな中、クロードは過去の仕事で縁のあった実業家ドナルド・ラブから、ヤクザとカルテルの対立を煽るべく、カルテルに扮してケンジを暗殺するよう依頼される。カルテルがケンジを暗殺したものと思い込んでいるアスカは、マリアとともに建設現場でカルテルの幹部であるミゲールを拷問にかける。その傍ら、クロードはカルテルの追い込みを図るアスカの仕事を受けていく。
しかし、ある仕事を終えて建設現場に戻ると、そこには死亡したアスカとミゲールに加え、マリアと引き換えに身代金を要求するカタリーナからの置き手紙が残されていた。身代金を手にカタリーナの元を訪れたクロードは、再び裏切りに遭い始末されそうになるがこれを退け、ヘリで逃走するカタリーナを追ってコクランダムへ向かう。
クロードはダムの最奥部でマリアを救出すると、ロケットランチャーでヘリを撃墜してカタリーナを葬り去り、長きにわたる戦いに終止符を打つ。その後、救出されたマリアが延々と喋り続ける最中に銃声が遮るという演出でゲームは終了する（映像はなく音声のみ）。クロードがマリアを撃ち殺したのか、ひたすら喋り続けるマリアを黙らせるためにクロードが威嚇発砲したのかは明確にならないままである。

## 評価
本キャラクターは好評を博した。IGNは彼を「Grand Theft Auto Favorite Badasses」リストに入れ、「無口なキャラクターはプレイヤーが一体感を持ちやすいとの議論がしばしばなされている。それはクロードについて言えば確かに事実である」と述べた。Crave Onlineは「議論の余地なく業界の形を永遠に変えたコンピュータゲームの顔」であるため「最も記憶に残るGTAキャラクタートップ10」 (Top 10 Most Memorable GTA Characters) の8位にクロードを位置づけた。